# 614
614 (DCXIV) fue un año común comenzado en martes del calendario juliano, en vigor en aquella fecha.

## Acontecimientos
- Epidemia de peste en Siria.
- Fundación de la ciudad de Ragusa.
- Concilio de Egara.[1]

## Nacimientos
- Fujiwara no Kamatari, político japonés.